# Miguel José Yacamán
Miguel José Yacamán (Córdoba, Veracruz, 17 de agosto de 1946) es un físico, investigador, catedrático y académico mexicano que se ha especializado en el campo de la ciencia de materiales y la nanotecnología.

## Estudios y docencia
Realizó sus estudios en la Universidad Nacional Autónoma de México (UNAM) obteniendo una licenciatura (1967), una maestría (1968) y un doctorado (1973) en Física. Realizó estudios e investigaciones posdoctorales en el Departamento de Metalurgia y Ciencia de Materiales de la Universidad de Oxford y en el AMES Research Center de la NASA.
Comenzó a dar clases en su alma mater desde 1973 llegando a ser profesor de tiempo completo de 1977 a 2004. Fue director del Instituto de Física de la UNAM de 1983 a 1991. Fue profesor de la Universidad de Virginia Occidental de 1982 a 1983 e impartió cátedra en la Universidad de Texas en Austin de 2001 a 2008, dirigiendo de 2004 a 2008 el International Center for Nanotechnology and Advanced Materials (ICNAM) en la misma sede, y desde 2008 ha dirigido el ICNAM de la Universidad de Texas en San Antonio. Paralelamente, desde 2003, ha sido profesor adjunto de la Universidad Autónoma de Nuevo León.

## Investigador y académico
Es investigador nivel III del Sistema Nacional de Investigadores, siendo secretario ejecutivo de este organismo de 1992 a 1995. Es miembro del Consejo Consultivo de Ciencias de la Presidencia de la República. Pertenece a varias academias, sociedades y asociaciones de física, metalurgia y ciencias de materiales. De 1991 a 1994 fue director adjunto del Consejo Nacional de Ciencia y Tecnología (Conacyt). En 1992 fue el presidente fundador de la Academia Mexicana de Materiales y en 1993 fundó la Asociación Mexicana de Microscopía. De 1995 a 2000 fue el director general del Instituto Nacional de Investigaciones Nucleares de México.
Sus investigaciones se han especializado en la microscopía, la difracción de electrones y en los materiales nanoestructurados. Ha realizado las demostraciones experimentales de la estructura de nanopartículas con simetría cinco y la del “Back Force Effect” en la evaporación de superficies sólidas. Por otra parte, desarrolló una técnica para determinar la morfología de los nanocristales. Ha realizado diversos descubrimientos, cuenta con cuatro patentes, dos de ellas en México y dos en Estados Unidos.

## Obras publicadas
Ha publicado once libros, más de doscientos artículos en revistas especializadas, más de cien memorias de congresos internacionales y más de cincuenta memorias en congresos nacionales. Su trabajo ha sido citado en más de cinco mil ocasiones en la literatura científica mundial.
- Microscopía electrónica: una visión del microcosmos, coautor en 1995.
- Fundamentals of Nanotechnology: Science and Engineering of Nanomaterials, coatuor en 2009.
- "Studies in NaCL Crystals Surfaces during their Evaporation in Air and their Chemical Dissolution", en Revista Mexicana de Física en 1969.
- "Role of Ca Impurities in the Evaporation Kinetics of NaCl an KCl Crystals" en Journal of Applied Physics en 1975.
- "La microscopía electrónica de transmisión y su uso en problemas de superficies sólidas" en Revista Mexicana de Física en 1975.
- "Las partículas pequeñas" en Ciencia en 1980.
- "Electron Microscopy Characterization of Small Metallic Particles" en Kinam, en 1980.
- "Single Particle Diffraction, Weak Beam Dark Field and Topographic Images of Small Metallic Particles in Supported Catalysts" en In Catalitic Materials Relationship between Structure and Reactivity, en 1984.
- "Structural Changes and Electronic Properties of Gamma Irradiated Graphite: an Experimental and Theoretical Study", en Science and Technology en 1998.
- "Synthesis and Characterization of Quantum Dot Superlattices" en Microscopy and Microanalysis en 2002.
- "Crystallography and Shape of Nanoparticles and Clusters", capítulo de Encyclopedia of Nanotechnology en 2004.
- "Dinámica molecular de nanopartículas de oro-paladio" en la revista Ciencia de la Universidad Autónoma de Nuevo León en 2006.
- "Structural transformation of MoO3 nanobelts into MoS2 nanotubes" en Applied Physics en 2009.

## Premios y distinciones
- Premio Nacional de la Academia de Ciencias Exactas por la Academia Mexicana de Ciencias en 1982.
- Beca Guggenheim en 1988.
- Premio “Antonio Alzate” en Ciencias Exactas por el Gobierno del Estado de México en 1987.
- Premio Nacional de Ciencias y Artes en el área de Ciencias Físico-Matemáticas y Naturales por el Gobierno Federal de México en 1991.
- Mehl Award and Distinguish Lecturer otorgado por The Minerals, Metals & Materials Society (TMS) en 1996.
- National Research Council Fellowship por el AMES Research Center de la NASA.
- Investigador Nacional de Excelencia por el Consejo Nacional de Ciencia y Tecnología (Conacyt) en mayo de 2003.
- Premio “John Wheatley” otorgado por la American Physical Society en 2011.[5]

Ha sido presidente de varios congresos y conferencias internacionales de nanoestructura y microscopía electrónica.